# Tim Maia (álbum de 1971)
Tim Maia é o segundo álbum de estúdio do cantor e compositor brasileiro Tim Maia, lançado pela gravadora CBD-Philips, através do selo Polydor em 1971. O disco foi gravado no mesmo ano nos Estúdios Somil, em Botafogo, no Rio de Janeiro. Foi, novamente, um disco muito bem sucedido, apresentando excelente vendagem e trazendo dois dos maiores sucessos do cantor carioca, "Não Quero Dinheiro (Só Quero Amar)" e "Você".

## Antecedentes
Após o lançamento de seu primeiro álbum, Tim Maia ganhou prêmios de artista revelação de 1970 e vendeu mais de 200 mil cópias daquele álbum. Com isso, passou a desfrutar de um prestígio sem igual dentro de sua gravadora, possibilitando a plena liberdade criativa para gravar o sucessor daquele disco. Ao mesmo tempo, realizava apresentações sempre lotadas e desfrutava de quase unanimidade entre a crítica especializada.

## Gravação e produção
Para a gravação do seu segundo disco, Tim aproveitou a liberdade artística que tinha e resolveu escolher o estúdio Somil, em Botafogo, ao invés dos estúdios CBD, da sua gravadora. A banda que o acompanhou foi praticamente a mesma, com a troca dos guitarristas, apenas: saiu Cassiano e entraram Hyldon e Paulinho Guitarra, então com apenas 17 e 16 anos, respectivamente. Também, é de se registrar a participação do conjunto As Gatas fazendo o coro na faixa de maior sucesso do disco.

## Resenha musical
O Lado A abre com "A Festa do Santo Reis", de Márcio Leonardo, uma fusão entre o baião e o soul, na mesma levada de "Coroné Antônio Bento", do disco anterior. Na sequência, vem o maior sucesso do disco, "Não Quero Dinheiro (Só Quero Amar)", um samba-soul que puxou as vendas do álbum. Então, segue "Salve Nossa Senhora", música de Carlos Imperial e Eduardo Araújo, outra mistura de soul e baião que Tim gravou para ajudar o seu amigo Araújo. Neste disco, o cantor carioca aproveitou para regravar canções que tinha feito quando ainda não era conhecido, como "Não Vou Ficar", gravada por Roberto Carlos em seu álbum de 1969 e "Você" - esta, o outro grande sucesso do disco, gravada por Eduardo Araújo em A Onda É Boogaloo, também de 1969. Além dessas, regravou "Meu País", lançada em compacto pelo próprio Maia em 1968. Ainda, Tim gravou o clássico da bossa nova, "Preciso Aprender a Ser Só", dos irmãos Marcos Valle e Paulo Sérgio Valle, mostrando suas raízes no estilo. Também, há "I Don't Know What to Do with Myself", parceria de Maia com Hyldon, um samba-soul em inglês.

## Lançamento e recepção
| Críticas profissionais      | Críticas profissionais |
| Avaliações da crítica       | Avaliações da crítica  |
| Fonte                       | Avaliação              |
| --------------------------- | ---------------------- |
| Rolling Stone Brasil (1972) | Favorável              |

O álbum foi lançado em 1971 pela gravadora CBD-Philips, através do selo Polydor e, com divulgação adequada, além de shows e da fama construída por Tim no ano anterior, o disco vendeu extremamente bem.
A crítica especializada elogiou bastante o trabalho. Zé Rodrix, escrevendo para o jornal Rolling Stone em fevereiro de 1972, elogiou muito o disco, especialmente a independência de Tim Maia, sua fusão de ritmos brasileiros com ritmos americanos e até o fato de os créditos serem bem completos, citando até os membros da orquestra.

## Legado
O LP foi eleito em uma lista da versão brasileira da revista Rolling Stone como o 75º melhor disco brasileiro de todos os tempos.

## Faixas
Todas as faixas escritas e compostas por Tim Maia, exceto onde estiver indicado. 
| Lado A |                                      |                                  |         |  |
| N.º    | Título                               | Compositor(es)                   | Duração |  |
| 1.     | "A Festa do Santo Reis"              | Márcio Leonardo                  | 2:40    |  |
| 2.     | "Não Quero Dinheiro (Só Quero Amar)" |                                  | 2:33    |  |
| 3.     | "Salve Nossa Senhora"                | Eduardo Araújo / Carlos Imperial | 1:55    |  |
| 4.     | "Um Dia Eu Chego Lá"                 |                                  | 2:04    |  |
| 5.     | "Não Vou Ficar"                      |                                  | 2:52    |  |
| 6.     | "Broken Heart"                       |                                  | 1:14    |  |

| Lado B         |                                       |                                   |         |  |
| N.º            | Título                                | Compositor(es)                    | Duração |  |
| 1.             | "Você"                                |                                   | 4:04    |  |
| 2.             | "Preciso Aprender a Ser Só"           | Marcos Valle / Paulo Sérgio Valle | 2:44    |  |
| 3.             | "I Don't Know What to Do with Myself" | Tim Maia / Hyldon                 | 3:41    |  |
| 4.             | "É por Você Que Vivo"                 | Tim Maia / Rosa Maria             | 2:32    |  |
| 5.             | "Meu País"                            |                                   | 1:34    |  |
| 6.             | "I Don't Care"                        |                                   | 2:37    |  |
| Duração total: | Duração total:                        | Duração total:                    | 30:30   |  |

## Créditos
Créditos dados por Nelson Motta.

### Músicos
Banda
- Vocal: Tim Maia
- Vocais de apoio: Renata Lu, Graça Lami, Clarisse e As Gatas (Zenilda Barroso, Dinorah Lemos e Eurídice)
- Violão: Tim Maia
- Guitarra elétrica: Hyldon e Paulinho Guitarra
- Órgão elétrico e acordeão: Peter Thomas
- Baixo elétrico: Capacete
- Vibrafone: Pinduca
- Percussão: Don Chacal
- Bateria: Paulinho Braga

Metais
- Piston: Waldir de Barros e Darcy da Cruz
- Saxofone tenor: Zé Bodega
- Saxofone barítono: Aurino Ferreira
- Trombone: Zeca do Trombone e Sílvio

Orquestra
- Violino: Homero Gelmini (Spala), Marcelo Pompeu Filho, Quinídio Faustino Teixeira, Gentil Dias, Natércia Teixeira da Silva, Adolpho Pissarenko, Pesach Nisembau, Otávio Canabrava Waladares e Octávio Miranda Ilha
- Viola: Murillo da Silva Lourdes e Nelson de Macêdo
- Violoncelo: Ana Bezerra de Mello Devos e Alceu de Almeida Reis

### Ficha técnica
- Direção de arte: Jairo Pires
- Produção: Tim Maia
- Técnico de gravação: Célio Martins
- Corte de acetato: Joaquim Silva
- Estúdio: Somil
- Fotos: Fernando Bergamaschi e José Maria de Mello
- Capa: Aldo Luiz